# Záchranná síť

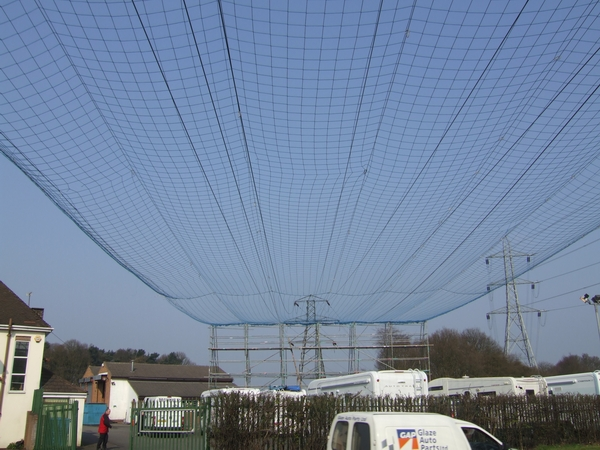
Síť ochraňující auta před pádem nářadí za probíhající výměny kabelů.

Záchranná síť je mechanický nástroj užívaný k eliminaci následků pádu z výšky, k zamezení pádu samotnému, případně k ochraně objektů pod sítí. Síť rozloží kinetickou energii padajícího tělesa do větší plochy. Poprvé byla záchranná síť použita při stavbě Golden Gate Bridge Josephem Straussem v letech 1933-1937 a svou přítomností zachránila život přibližně 19 dělníkům. Dnes je na místě instalována síť nová, sloužící k zabránění sebevražedným skokům, které byly nejčetnější právě z Golden Gate Bridge.
Hasiči při evakuaci osob i z vyšších podlaží dříve užívali tzv. skákací plachtu, která je vyztužená látkou, podobně jako některé typy trampolíny. Ta je ale už dnes zastaralou technologií, poněvadž nedokázala vyvážit svou pružnost a tvrdost a způsobila smrt jak mnoha neúspěšně zachráněným, tak několika záchranářům, zachycujících padající osoby. Dá se bezpečně použít jen pro skoky z malých výšek (do 8 m).